# مایا جکمن
مایا جکمن (انگلیسی: Maia Jackman؛ زادهٔ ۲۵ مهٔ ۱۹۷۵) بازیکن فوتبال اهل نیوزیلند است.

وی همچنین در تیم ملی فوتبال زنان نیوزیلند بازی کرده‌است.